# Salvador Díaz Ordóñez
Salvador Díaz-Ordóñez y Escandón (Oviedo, 15 de marzo de 1845-1911) fue un militar español del cuerpo de artillería, que alcanzó el rango de general de división. Falleció en combate durante la campaña del Kert, Marruecos. Inventó varios ingenios artilleros, entre los que destaca el cañón Ordóñez.

## Biografía
Nacido en la calle del Rosal, su padre fue un destacado abogado hidalgo. ingresó en el ejército en marzo de 1861. 
En 1869 marchó desde Valencia a Barcelona, donde destacó combatiendo la rebelión republicana. Fue miembro de la columna del general Gabriel Baldrich y Palau.
Combatió en la tercera guerra carlista en el Frente del Norte. Marchó a la guerra de Cuba en 1895, participando en la construcción de la trocha de Mariel-Majana. Como coronel de artillería, participó durante la guerra hispano-estadounidense en la defensa del sitio de Santiago de Cuba y en la batalla de El Caney del 1 de julio de 1898, tras la cual fue ascendido a general de brigada. Fue ascendido a general de división el 26 de marzo de 1908. Como inventor, desarrolló diferentes modelos de artillería para el ejército y la modificación de un obturador Broadwell. De 1901 a 1904 fue gobernador militar de Huesca.
El 15 de octubre de 1911, durante la campaña del Kert en el noreste de Marruecos, fue abatido en la posición de Ishafen por dos balas que se introdujeron en la mitad izquierda del pecho cuando, tras haberse repelido la principal acción del enemigo, se disponía a trasladarse a caballo a Imaroufene. Transportado a su tienda, fue reanimado con inyecciones de cafeína, pero falleció poco más tarde.